# Allopauropus barbarus
Allopauropus barbarus är en mångfotingart som beskrevs av Paul Auguste Remy och Gilbert Moyne 1960. Allopauropus barbarus ingår i släktet småfåfotingar, och familjen fåfotingar. Inga underarter finns listade i Catalogue of Life.